# Комсомол (Барпынский айылный аймак)
Комсомол (кирг. Комсомол) — село в Сузакском районе Джалал-Абадской области Кыргызстана. Входит в состав Барпынского айылного аймака.

## География
Село расположено в юго-восточной части области, на берегу Сузакского канала, на расстоянии приблизительно 8 километров (по прямой) к востоку от села Сузак, административного центра района. Абсолютная высота — 743 метра над уровнем моря.

## Население
Согласно оценочным данным Национального статистического комитета Кыргызской Республики, численность населения села на начало 2023 года составляла 3535 человек.
| год     | 2009 | 2014 | 2015 | 2020 | 2021 | 2023 |
| ------- | ---- | ---- | ---- | ---- | ---- | ---- |
| человек | 2515 | 2902 | 2972 | 3369 | 3425 | 3535 |